# Municipio de Sand Creek (condado de Jennings)
El municipio de Sand Creek (en inglés: Sand Creek Township) es un municipio ubicado en el condado de Jennings en el estado estadounidense de Indiana. En el año 2010 tenía una población de 872 habitantes y una densidad poblacional de 12,05 personas por km².

## Geografía
El municipio de Sand Creek se encuentra ubicado en las coordenadas 39°5′47″N 85°35′35″O / 39.09639, -85.59306. Según la Oficina del Censo de los Estados Unidos, el municipio tiene una superficie total de 72.39 km², de la cual 71,8 km² corresponden a tierra firme y (0,81 %) 0,59 km² es agua.

## Demografía
Según el censo de 2010, había 872 personas residiendo en el municipio de Sand Creek. La densidad de población era de 12,05 hab./km². De los 872 habitantes, el municipio de Sand Creek estaba compuesto por el 98,17 % blancos, el 0,11 % eran afroamericanos, el 0,34 % eran asiáticos, el 0,23 % eran de otras razas y el 1,15 % eran de una mezcla de razas. Del total de la población el 0,92 % eran hispanos o latinos de cualquier raza.